# Kania (dopływ Opatówki)
Kania (Kołaczówka) – potok, prawy dopływ Opatówki o długości 5,52 km. 
Potok przepływa przez Wyżynę Sandomierską. Źródło Kani znajduje się we wsi Czerników Karski (przysiółek Murowaniec), na wysokości 271 m n.p.m. Przepływa przez Oficjałów a do Opatówki uchodzi w Opatowie w okolicach oczyszczalni ścieków, na wysokości 210 m n.p.m.